# Nicaise de Die
L'évêque Nicaise de Die fut l'unique représentant des Gaules au Concile de Nicée I. Il est fêté le 20 mars.

## Les faits
Les listes de signataires du Concile de Nicée (325) comportent un seul évêque pour les Gaules : un certain Nicaise (Γαλλίων : Νικάσιος Δουίας).
L'identification de cet évêque – dont il n'est question nulle part ailleurs – ou plutôt de son siège épiscopal, ne fut pas sans poser de multiples problèmes.
On a proposé Dijon (mais cette ville n'était pas encore un siège épiscopal) ainsi que Digne et Die.
Finalement, c'est Die qui est certainement le lieu d'origine de cet évêque.
Toutefois, les raisons de la présence unique de cet obscur évêque d'un modeste diocèse des Gaules dans les environs de la nouvelle capitale de l'Empire, à plus de 2 000 km de son évêché, restent inconnues et ne sauraient s'expliquer uniquement par la convocation du Concile de Nicée.
Pour tenter de comprendre la présence à Nicée d'un seul évêque gaulois, titulaire d'un siège de modeste importance, il convient d'envisager l'ensemble des Églises représentées :
- Les Églises de langue grecque étaient représentées par près de 300 évêques.
- Les Églises de langue latine étaient représentées par seulement quatre délégations : celle de Die, celle de Rome, celle de Carthage et celle de Cordoue (dont l'évêque était le conseiller de l'empereur Constantin).

On voit que ces quatre sièges n'ont pas été choisis au hasard, ils représentent les quatre grandes régions de l'Occident : l'Italie, l'Afrique, l'Espagne (Ibérie) et la Gaule.
On pouvait attendre que la Gaule envoie l'archevêque de Lyon Maxime (ou Tétrade). Il n'en a pas été ainsi ce qui permet de formuler deux hypothèses éventuellement compatibles simultanément :
- Le primat des Gaules était indisponible (maladie, âge, vacance du siège ...)
- On envoie l'évêque qui est l'homme de la situation (bonne santé, connaissance de la langue grecque, parents en Orient ...)

## Les légendes
Dom Polycarpe de la Rivière, prieur chartreux du XVIIe siècle et érudit à l'imagination fertile, dressant une liste des premiers évêques de Die nomme saint Mars, évêque vers 220, puis saint Higer, et enfin saint Nicaise. Seul ce dernier est attesté.
Le même Polycarpe de la Rivière assure avoir trouvé, dans une Vie de saint Marcel de Die, une lettre que les pères du Concile de Nicée auraient remis à Nicaise pour qu'il la transmette aux évêques des Gaules. De cette lettre, nulle trace n'a jamais été retrouvée.
Selon Lenain de Tillemont, la cathédrale de Die aurait – au XIe siècle – abrité les reliques de Nicaise.

## Postérité
Saint Nicaise est fêté le 20 mars dans l'Église catholique. Dans l'Église orthodoxe, il est – en tant que signataire des canons de Nicée – inclus dans la célébration du "Dimanche des Pères du premier concile".